# Nephtys semiverrucosa
Nephtys semiverrucosa är en ringmaskart som beskrevs av Rainer och Anne D. Hutchings 1977. Nephtys semiverrucosa ingår i släktet Nephtys och familjen Nephtyidae. Inga underarter finns listade i Catalogue of Life.